# Fritt vilt 2
Fritt vilt 2 (br: Presos no Gelo 2) é um filme de 2008, dirigido por Mats Stenberg e escrito por Thomas Moldestad. 

## Sinopse
Jannicke acorda no hospital. Todos os seus amigos estão mortos. Como ela anda através de corredores escuros, acha que foi deixada sozinha. Mas o pesadelo ainda não terminou...

## Elenco
- Ingrid Bolsø Berdal.....Jannicke
- Marthe Snorresdotter Rovik.....Camilla
- Mats Eldøen.....Sverre
- Kim Wifladt.....Ole
- Robert Follin.....Geir Olav Brath
- Fridtjov Såheim.....Herman